# Andrzej Brzecki
Andrzej Tomasz Brzecki (ur. 17 maja 1921 w Warszawie, zm. 25 marca 2022) – polski lekarz neurolog, profesor nauk medycznych.

## Życiorys
W 1949 ukończył studia na Wydziale Lekarskim Uniwersytetu Wrocławskiego. Już jako student pracował na macierzystym wydziale jako laborant (od 1948), następnie asystent. Po założeniu w 1950 odrębnej Akademii Medycznej we Wrocławiu został jej pracownikiem. W 1951 uzyskał stopień naukowy doktora, w 1953 II stopień specjalizacji z neurologii, w 1964 stopień doktora habilitowanego, w 1979 tytuł profesora.
W latach 1971–1991 kierował Katedrą i Kliniką Neurologii AM, w latach 1972–1980 był zastępcą dyrektora Instytutu Chorób Układu Nerwowego i Narządów Zmysłów.
Wprowadził do diagnozy neurologicznej metodę okulograficzną, zajmował się też zasadami wczesnej rehabilitacji sanatoryjnej neurologicznych powikłań miażdżycy.
Był odznaczony Złotym Krzyżem Zasługi i Krzyżem Kawalerskim Orderu Odrodzenia Polski.
Został pochowany na Cmentarzu Świętej Rodziny we Wrocławiu.

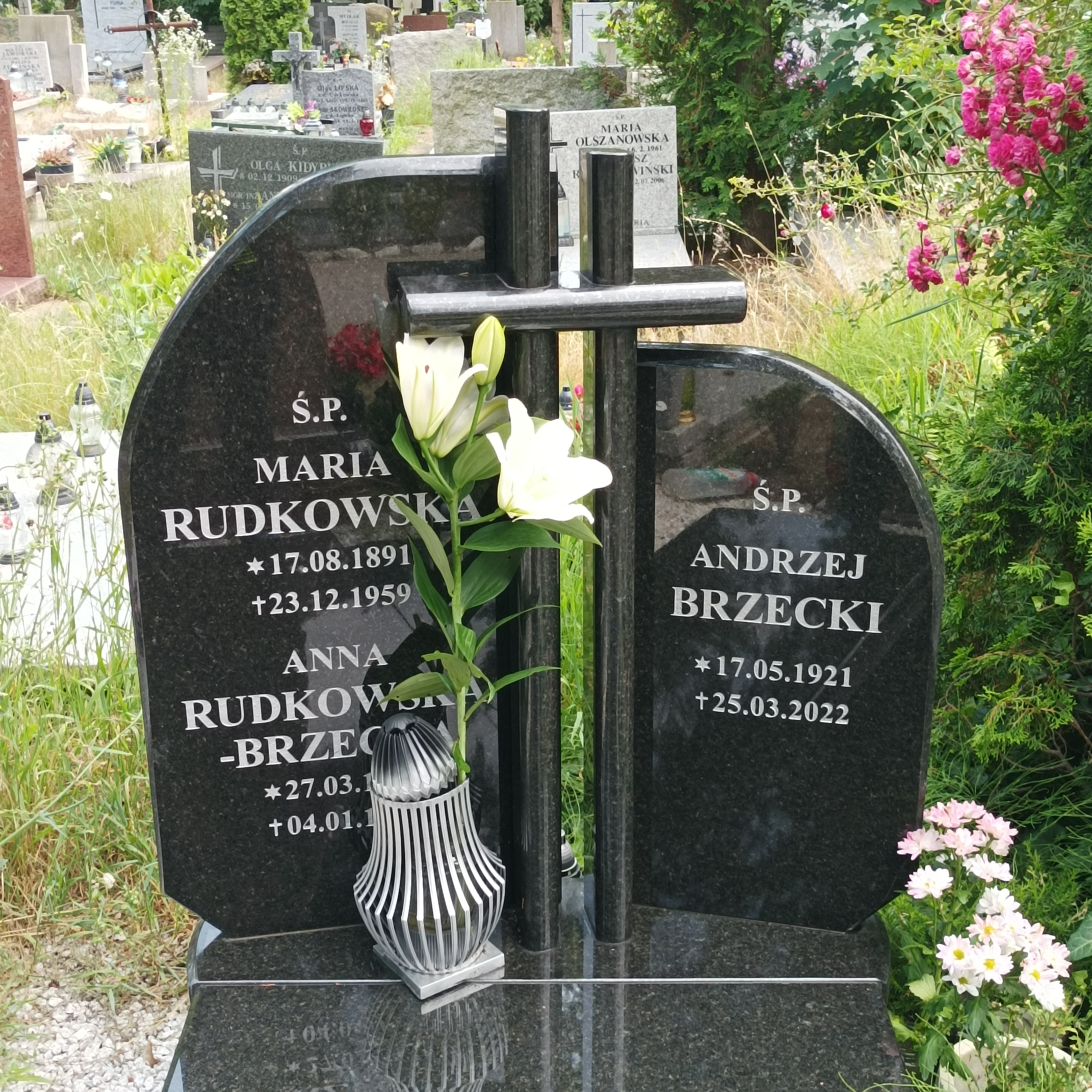
Grób prof. Andrzeja Brzeckiego